# Dippoldisme
Le dippoldisme (en allemand Dippoldismus, en anglais dippoldism) est une paraphilie de l'individu qui trouve son excitation sexuelle dans la fessée ou les châtiments corporels infligés aux enfants.

## Histoire
Au début des années 1900, Andreas Dippold, un étudiant en droit allemand et professeur privé sadique frappe l'un de ses élèves nommé Heinz Koch jusqu'à la mort. Le dippoldisme est l’excitation ressentie à la vue d'enfants maltraités.